# ウィリアム・ウィルソン・サンダース

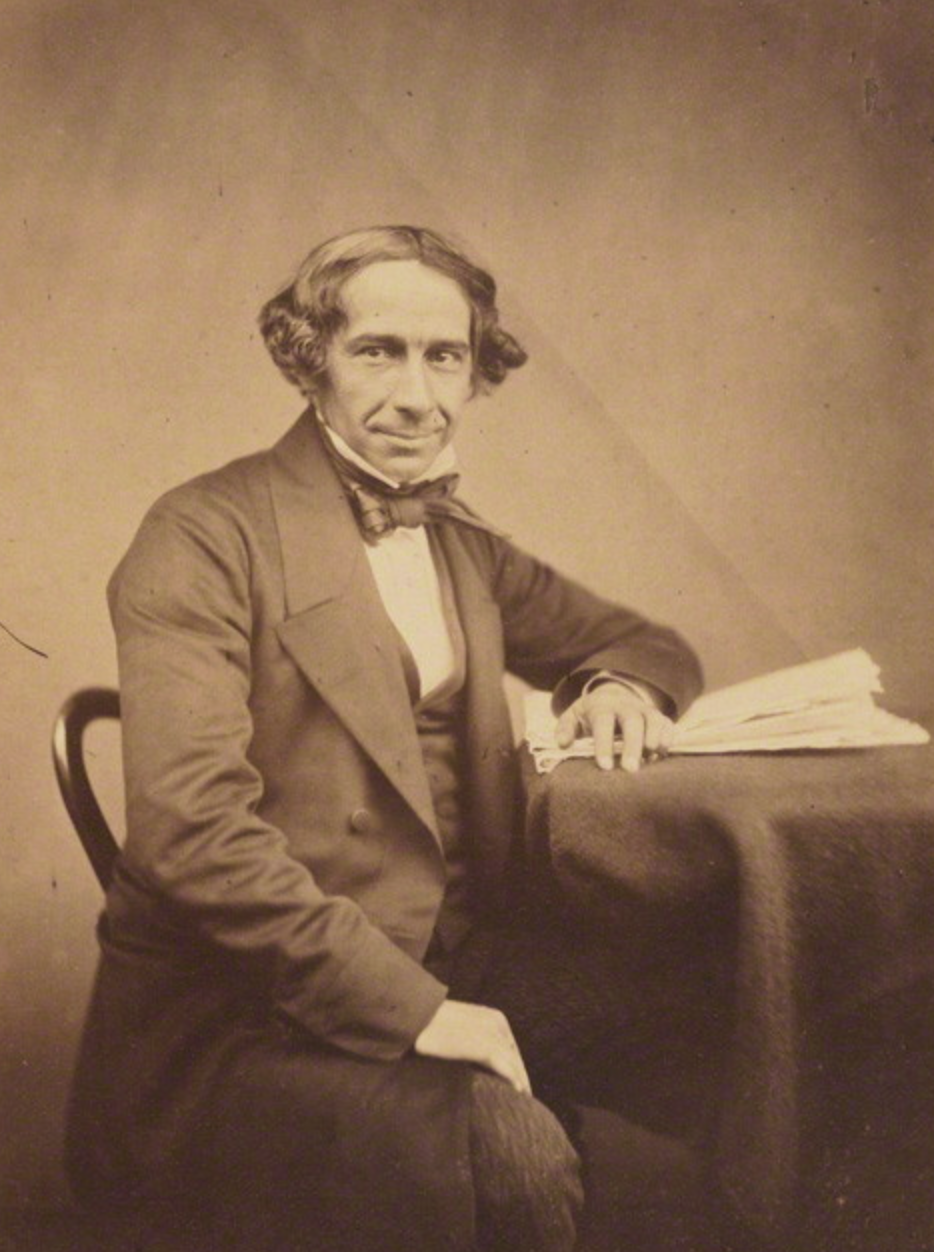
William Wilson Saunders

ウィリアム・ウィルソン・サンダース（William Wilson Saunders、1809年6月4日 - 1879年9月13日）はイギリスの植物学者、昆虫学者である。

## 略歴
バッキンガムシャーのウェンドバーのリトル・ロンドンで生まれた。父親はオックスフォードシャー州のカートリントンの牧師であった。1827年から東インド会社の軍事アカデミーで学び、1829年にインドに渡るが、翌年退職しイギリスに戻った。イギリスでは叔父で後に義理の父親になるジョシュア・サンダースのもとで、保険業界に入り、ロンドンで保険引受人として働いた。一方で昆虫標本の熱心なコレクターであり、植物標本も集めた。 1833年にロンドン・リンネ協会のフェローに選ばれ、1861年から1873年までは会計を務めた。ロンドン昆虫学会の発足会員であり、1841年から1842年と1856年から1857年の間、会長を務めた。1853年に王立協会のフェローに選ばれ、1861年には動物協会のフェローにも選ばれた。何年か王立園芸協会の副会長も務めた。
いくつかの学術誌に30編あまりの論文を執筆し、著書にジョン・ギルバート・ベイカーとハインリヒ・グスタフ・ライヘンバッハと共著の "Refugium Botanicum" (London, 1869 bis 1873)や "Mycological Illustrations (ワーシントン・ジョージ・スミスと共著)などがある。 